# 百里镇 (灵台县)
百里镇，是中华人民共和国甘肃省平凉市灵台县下辖的一个乡镇级行政单位。
2016年，甘肃省民政厅批复同意撤销百里乡，设立百里镇。

## 行政区划
百里镇下辖以下地区：
太明沟村、石塘村、稔沟村、曹家沟村、犁园村、上李村、观音村、严家村、古城村、蒙家庄村、路家沟村、李家坡村、杨新庄村、川口村、二联村、崖湾村、新集村、柴朝村和芦子集村。